# Оравский град
Оравский Град (словац. Oravský hrad, венг. Árva vára) — замок в Словакии, расположенный на 112-метровой скале над Оравой, у деревни Оравски Подзамок неподалёку от Долного Кубина. Входит в список национальных памятников культуры Словакии.

## История
Замок был основан в середине XIII века на месте старого деревянного укрепления. Последний камень был уложен в XVII веке. Впервые упоминается в 1267 году. В 1370 году стал жупным замком Оравы. В XVI веке на территории Оравского града был построен дворец. В 1800 году замок сгорел, позднее был восстановлен. 
После полной реконструкции в 1953—1968 годах в замке разместилась экспозиция Оравского музея. Здесь были сняты многие сцены из раннего фильма о Дракуле — «Носферату: Симфония ужаса». Замок открыт для туристов целый год кроме января — марта.